# Helpa
Helpa (szlovákul: Heľpa) község Szlovákiában, a Besztercebányai kerületben, a Breznóbányai járásban.

## Fekvése
Breznóbányától 27 km-re keletre, a Garam jobb partján fekszik.

## Története
A falu létének első írásos bizonyítéka 1549-ből való és a murányi uradalom urbáriumában található, melyben Salm császári generális a felső garammenti települések jogait és kötelességeit írja le. A település valószínűleg nem sokkal előbb a vlach jog alapján, oláh pásztorok betelepítésével keletkezett. Lakói kezdetben többségben evangélikusok voltak, majd az ellenreformáció hatására katolizáltak. 1551-ben még csak egy család élt itt, de a 17. század folyamán benépesült. Az 1709 és 1711 között dúlt pestisjárvány 615 áldozatot szedett. A községnek kezdetben fatemploma volt, melynek helyére 1806-ban épült fel az új katolikus templom. Lakói főleg pásztorkodással, sajtkészítéssel, juhtenyészethez szükséges edények készítésével, szövet- és vászonszövéssel, valamint erdei munkákkal foglalkoztak. A 18. század második felétől a vasfeldolgozó ipar volt a felsőgarami térség meghatározó termelési ágazata, a község lakói közül sokan a lopéri vasgyárban dolgoztak.
Vályi András szerint: „HELPA. Elegyes falu Gömör Várm. földes Ura G. Koháry Uraság, lakosai katolikusok, és más félék, fekszik Jolsvához nem meszsze, ’s ennek filiája, határbéli földgye leg inkább zabot terem, legelője elég, fája mind a’ két féle van, piatzozása 3, 4 mértföldnyire, fűrész malma is van.”
A 19. század elején 1365 lakosa volt. 1828-ban 149 házában 1608-an éltek.
Fényes Elek szerint: „Helpa, tót falu, Gömör és Kis-Hont egyesült vmegyékben, a Garan mellett, Murányhoz északra 2 mfldnyire: 1868 kath. lak., s anyaszentegyházzal. Határa hegyes, kősziklás, sovány; éghajlata zordon; főgazdasága jó és tágas legelőjében és rétjében áll, mellyre nézve sok tehenet, ökröt, juhot tart, s hires sajtot csinál. Erdejéből léczet, deszkát készit. F. u. h. Coburg. Ut. p. Rosnyó.”
Borovszky Samu országleírásában: „Helpa, garamvölgyi tót kisközség, körjegyzőségi székhely, 314 házzal és 2205, nagyobb részben róm. kath. vallású lakossal. Hajdan a murányi uradalomhoz tartozott és azzal előbb a Koháry, majd a Coburg herczegi család tulajdonába került. Széchi Mária idejében Joanelli és Keczer Ferencz zálogos birtoka volt. Lakosai azelőtt híres sajtot készítettek és azzal messze földön kereskedtek. A község határában vasas vízforrás van. Róm. kath. temploma 1800-ban épült.”
A trianoni békeszerződésig Gömör-Kishont vármegye Garamvölgyi járásához tartozott.
1948 után lakói főleg erdei munkákkal, fűrészeléssel, idénymunkákkal foglalkoztak.

## Népessége
| Év:            | 1994. | 2004.   | 2014.   | 2024.    |
| -------------- | ----- | ------- | ------- | -------- |
| Emberek száma: | 3081  | 2945    | 2686    | 2393     |
| Eltérés:       |       | -4,41 % | -8,79 % | -10,90 % |

| Év:            | 2023. | 2024.   |
| -------------- | ----- | ------- |
| Emberek száma: | 2398  | 2393    |
| Eltérés:       |       | -0,20 % |

1910-ben 2164, túlnyomórészt szlovák anyanyelvű lakosa volt.
2001-ben 3019 lakosából 2973 szlovák volt.
2011-ben 2792 lakosából 2625 szlovák volt.

## Neves személyek
- Itt született 1877-ben Gergely Győző magyar író, újságíró, műfordító, színikritikus, a Népszava főmunkatársa.

## Nevezetességei
- Szűz Mária tiszteletére szentelt, római katolikus temploma 1806-ban épült későbarokk stílusban, 1895-ben megújították.
- A plébánia épülete 1793-ból származik.
- A községben tartják 1963-óta évente a Felső-Garamvölgyi Dal- és Táncnapokat.
- A községnek jellegzetes népviselete van, régi népi építésű házai közül még több látható.

## Külső hivatkozások
- Hivatalos oldal
- Községinfó
- Helpa az Alacsony-Tátra honlapján
- Helpa Szlovákia térképén
- E-obce.sk